# Grand Prix Formule 1 van Spanje 1998
De Grand Prix Formule 1 van Spanje 1998 werd gehouden op 10 mei 1998 op het Circuit de Catalunya.

## Verslag
Mika Häkkinen veroverde de pole-position, voor David Coulthard en Michael Schumacher. Häkkinen behield na de start zijn eerste positie met Coulthard achter hem. Schumacher maakte een minder goede start en viel terug naar de vijfde plaats, achter Eddie Irvine en Giancarlo Fisichella. Ze bleven in deze rangorde rijden tot de eerste pitstops, Schumacher wist dankzij prima afstopwerk van Irvine beide rijders in te halen en de derde plaats te veroveren. Fisichella probeerde Irvine later in de race nog voorbij te gaan, maar beide wagens vlogen in de grindbak. Hierdoor kon Alexander Wurz de vierde plaats nemen. Rubens Barrichello pakte met zijn Stewart de vijfde plaats. Het laatste puntje ging naar Jacques Villeneuve in de Williams.

## Uitslag
| Positie | Nummer | Rijder                | Team                | Ronden | Tijd/Opgave | Startplaats | Punten |
| ------- | ------ | --------------------- | ------------------- | ------ | ----------- | ----------- | ------ |
| 1       | 8      | Mika Häkkinen         | McLaren-Mercedes    | 65     | 1'33:38.3   | 1           | 10     |
| 2       | 7      | David Coulthard       | McLaren-Mercedes    | 65     | +9.439      | 2           | 6      |
| 3       | 3      | Michael Schumacher    | Ferrari             | 65     | +47.095     | 3           | 4      |
| 4       | 6      | Alexander Wurz        | Benetton-Playlife   | 65     | +1:02.538   | 5           | 3      |
| 5       | 18     | Rubens Barrichello    | Stewart-Ford        | 64     | +1 Ronde    | 9           | 2      |
| 6       | 1      | Jacques Villeneuve    | Williams-Mecachrome | 64     | +1 Ronde    | 10          | 1      |
| 7       | 15     | Johnny Herbert        | Sauber-Petronas     | 64     | +1 Ronde    | 7           |        |
| 8       | 2      | Heinz-Harald Frentzen | Williams-Mecachrome | 63     | +2 Rondes   | 13          |        |
| 9       | 12     | Jarno Trulli          | Prost-Peugeot       | 63     | +2 Rondes   | 16          |        |
| 10      | 14     | Jean Alesi            | Sauber-Petronas     | 63     | +2 Rondes   | 14          |        |
| 11      | 10     | Ralf Schumacher       | Jordan-Mugen-Honda  | 63     | +2 Rondes   | 11          |        |
| 12      | 19     | Jan Magnussen         | Stewart-Ford        | 63     | +2 Rondes   | 18          |        |
| 13      | 21     | Toranosuke Takagi     | Tyrrell-Ford        | 63     | +2 Rondes   | 21          |        |
| 14      | 22     | Shinji Nakano         | Minardi-Ford        | 63     | +2 Rondes   | 20          |        |
| 15      | 23     | Esteban Tuero         | Minardi-Ford        | 63     | +2 Rondes   | 19          |        |
| 16      | 11     | Olivier Panis         | Prost-Peugeot       | 60     | +5 Rondes   | 12          |        |
| NF      | 9      | Damon Hill            | Jordan-Mugen-Honda  | 46     | Motor       | 8           |        |
| NF      | 4      | Eddie Irvine          | Ferrari             | 28     | Botsing     | 6           |        |
| NF      | 5      | Giancarlo Fisichella  | Benetton-Playlife   | 28     | Botsing     | 4           |        |
| NF      | 17     | Mika Salo             | Arrows              | 21     | Motor       | 17          |        |
| NF      | 16     | Pedro Diniz           | Arrows              | 20     | Motor       | 15          |        |

## Wetenswaardigheden
- Ricardo Rosset kwalificeerde zich niet doordat hij zich met zijn Tyrrell niet binnen de 107% van de pole-tijd kon kwalificeren.

## Statistieken
| Pole-position | Mika Häkkinen | McLaren-Mercedes | 1:20.262 |
| Snelste ronde | Mika Häkkinen | McLaren-Mercedes | 1:24.275 |

## Noot
- Dit was de zeshonderdste Grand Prix-start voor een Britse coureur.

1913 · 1923 · 1926 · 1927 · 1933 · 1934 · 1935 · 1951 · 1954 · 1967 · 1968 · 1969 · 1970 · 1971 · 1972 · 1973 · 1974 · 1975 · 1976 · 1977 · 1978 · 1979 · 1980 · 1981 · 1986 · 1987 · 1988 · 1989 · 1990 · 1991 · 1992 · 1993 · 1994 · 1995 · 1996 · 1997 · 1998 · 1999 · 2000 · 2001 · 2002 · 2003 · 2004 · 2005 · 2006 · 2007 · 2008 · 2009 · 2010 · 2011 · 2012 · 2013 · 2014 · 2015 · 2016 · 2017 · 2018 · 2019 · 2020 · 2021 · 2022 · 2023 · 2024 · 2025 · 2026